# دروفینی
دروفینی (به لاتین: Drofiny) یک منطقهٔ مسکونی در روسیه است که در استان آستراخان واقع شده‌است.